# Gruppo dell'Alpstein
Il Gruppo dell'Alpstein (detto anche più semplicemente Alpstein) è un gruppo montuoso delle Prealpi Svizzere.

## Caratteristiche

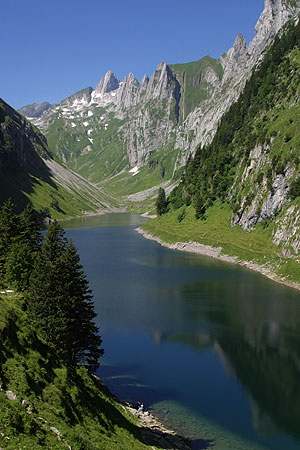
Il Fälensee.

Interessa i tre cantoni di San Gallo, dell'Appenzello Interno e dell'Appenzello Esterno. Consiste in tre catene montuose orientate da sud-ovest verso nord-est ed ospita la sorgente della Sitter e della Thur. Caratteristico per la sua cultura, nel gruppo dell'Alpstein sono compresi alcuni laghi, tra cui il Fälensee, il Seealpsee ed il Sämtisersee.

## Classificazione
Secondo la SOIUSA il Gruppo dell'Alpstein è un supergruppo alpino con la seguente classificazione:
- Grande parte = Alpi Occidentali
- Grande settore = Alpi Nord-occidentali
- Sezione = Prealpi Svizzere
- Sottosezione = Prealpi di Appenzello e di San Gallo
- Supergruppo = Gruppo dell'Alpstein
- Codice = I/B-14.V-B

## Suddivisione
La SOIUSA lo suddivide in due gruppi:
- Gruppo dell'Altmann (4)
- Gruppo del Säntis (5)

## Montagne principali
Le montagne principali del gruppo sono:
- Säntis - 2.502 m
- Altmann - 2.436 m
- Wildhuser Schafberg - 2.373 m
- Staubernkanzel - 1.860 m
- Hoher Kasten - 1.795 m
- Ebenalp - 1.644 m